# Llar
Llar  est une ancienne commune du département des Pyrénées-Orientales. Elle fait aujourd'hui partie de la commune de Canaveilles.

## Géographie

### Localisation
Llar est situé à l'ouest de Canaveilles.

### Géologie et relief
Llar se situe à 1200 mètres d'altitude.

### Voies de communication et transports

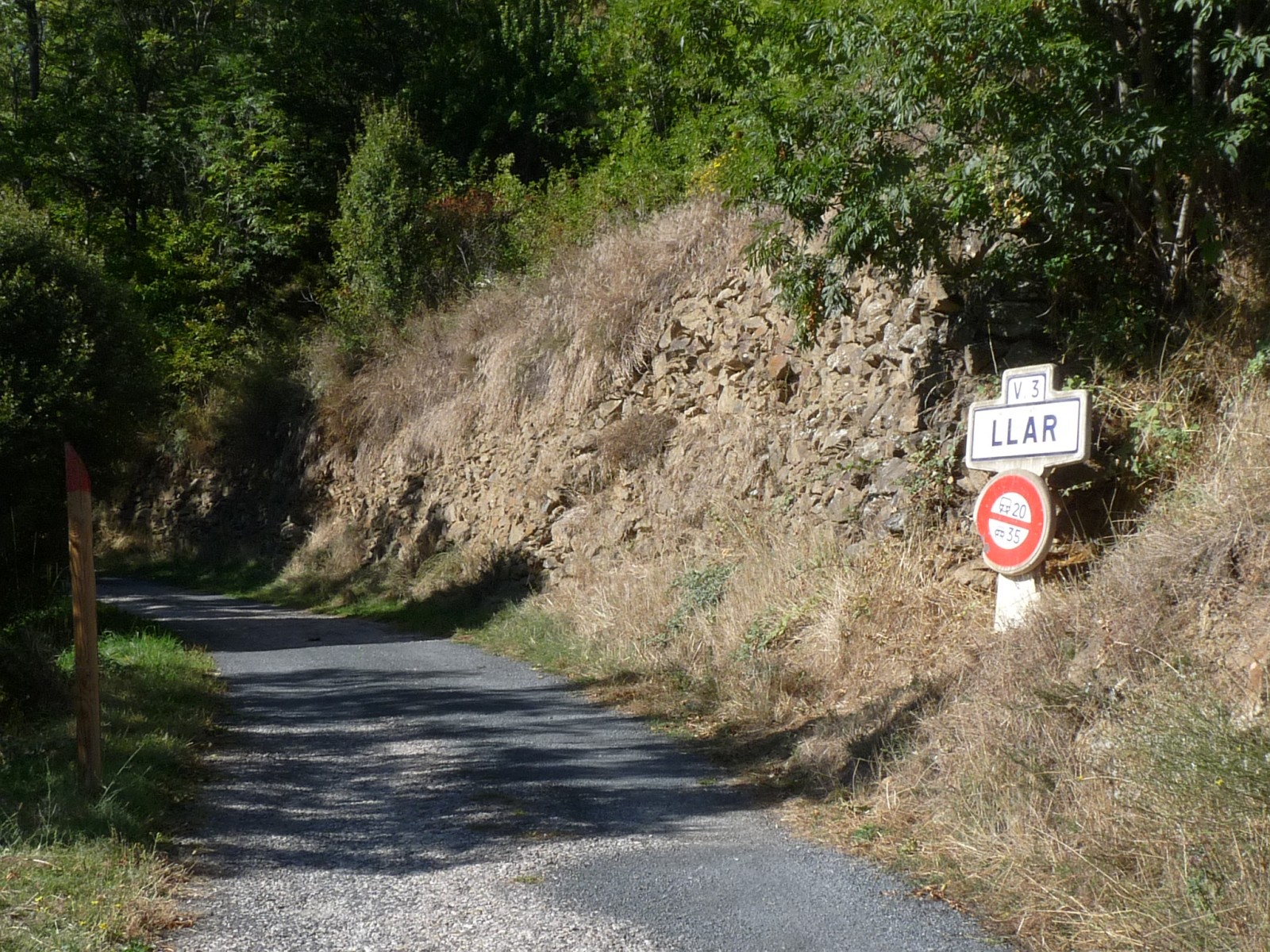
Panneau d'entrée de Llar

Le hameau de Llar est accessible par l'ouest par une route vicinale goudronnée étroite de 6 km partant près du bourg de Fontpédrouse (route nationale 116 et de la gare du train jaune), et par l'est par une piste assez sinueuse depuis Canaveilles.
Depuis environ 2005, le village est aussi accessible à la demande par une navette du conseil général (bus à 1 euro), vers Olette.

## Toponymie
Llar est mentionnée pour la première fois en 864 ou 865 sous le nom de Lare. On trouve ensuite du XIe siècle au XIe siècle le nom Lar et, à partir de 1581, Llar.
L'étymologie la plus probable est une racine pré-latine, que l'on retrouve dans le basque Lar ou Larre, et désignant des terres incultes, des landes ou des pâturages. Le r final, souvent muet en catalan, doit ici être prononcé tel un rr.

## Histoire
Llar dépendait de la paroisse de Thuès-Entre-Valls jusqu'en 1793.
Elle a alors formé la commune de Llar.
Puis elle a été rattachée à la commune de Canaveilles en 1821.

## Politique et administration

### Canton
Dès 1790, la commune de Llar est incluse dans le canton d'Olette. Elle y demeure après son rattachement à Canaveilles en 1821.

## Population et société

### Démographie ancienne
La population est exprimée en nombre de feux (f) ou d'habitants (H).
| 1358 | 1378 | 1730 | 1767 | 1789 |
| ---- | ---- | ---- | ---- | ---- |
| 5 f  | 4 f  | 5 f  | 61 H | 12 f |

### Démographie contemporaine
La population est exprimée en nombre d'habitants.
| 1793 | 1794 | 1800 | 1804 | 1806 | 1820 |
| ---- | ---- | ---- | ---- | ---- | ---- |
| 58   | 61   | 60   | 65   | 67   | 76   |

Après 1820, la population de Llar est comptée avec celle de Canaveilles.

## Lieux et monuments
- Église Saint-André de Llar, à l'écart du village avec le cimetière
- Nouvelle chapelle, dans le village
- Tour de Llar, dont les vestiges dominent le village

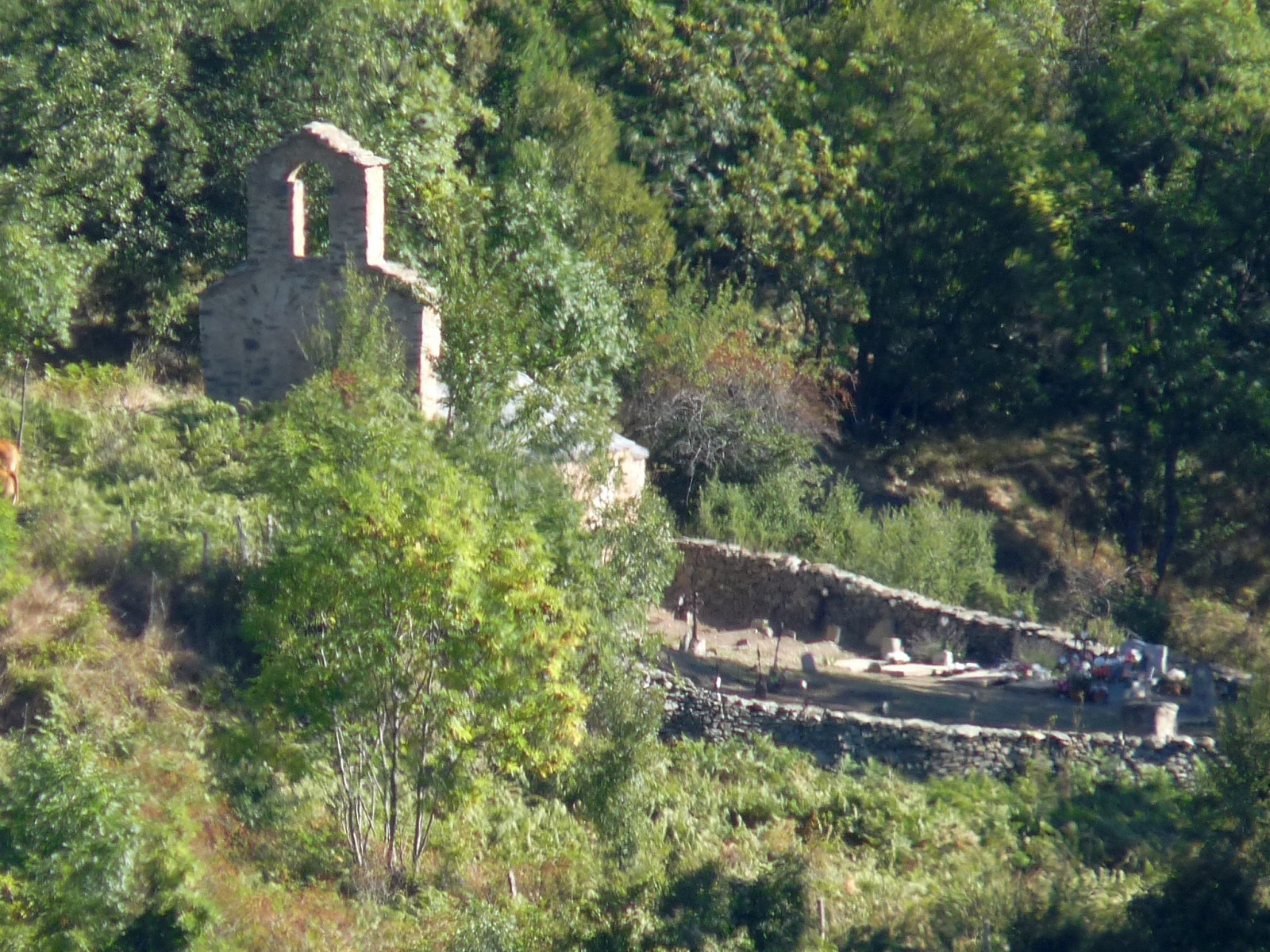
Chapelle Saint-André et cimetière
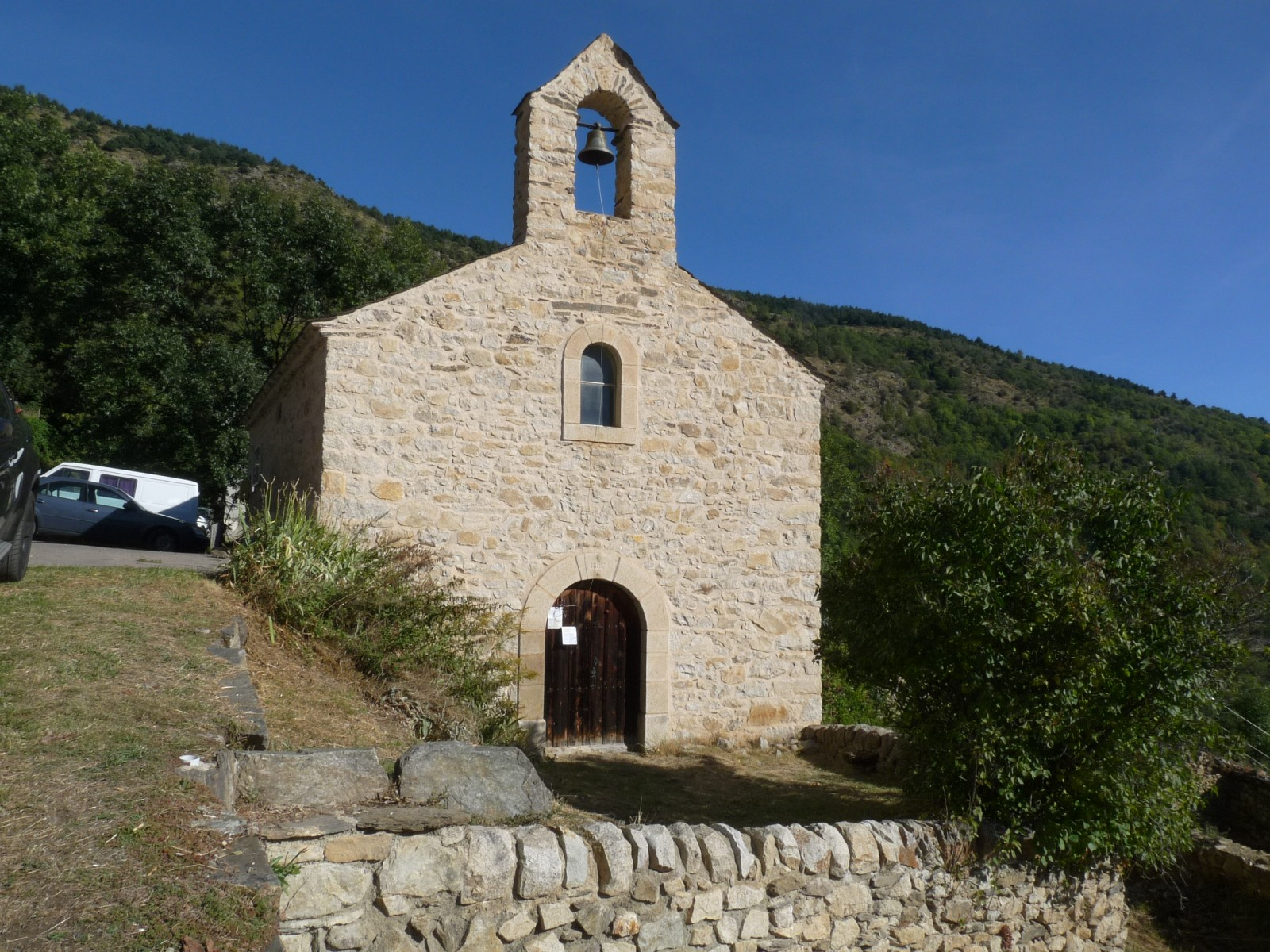
Chapelle du village
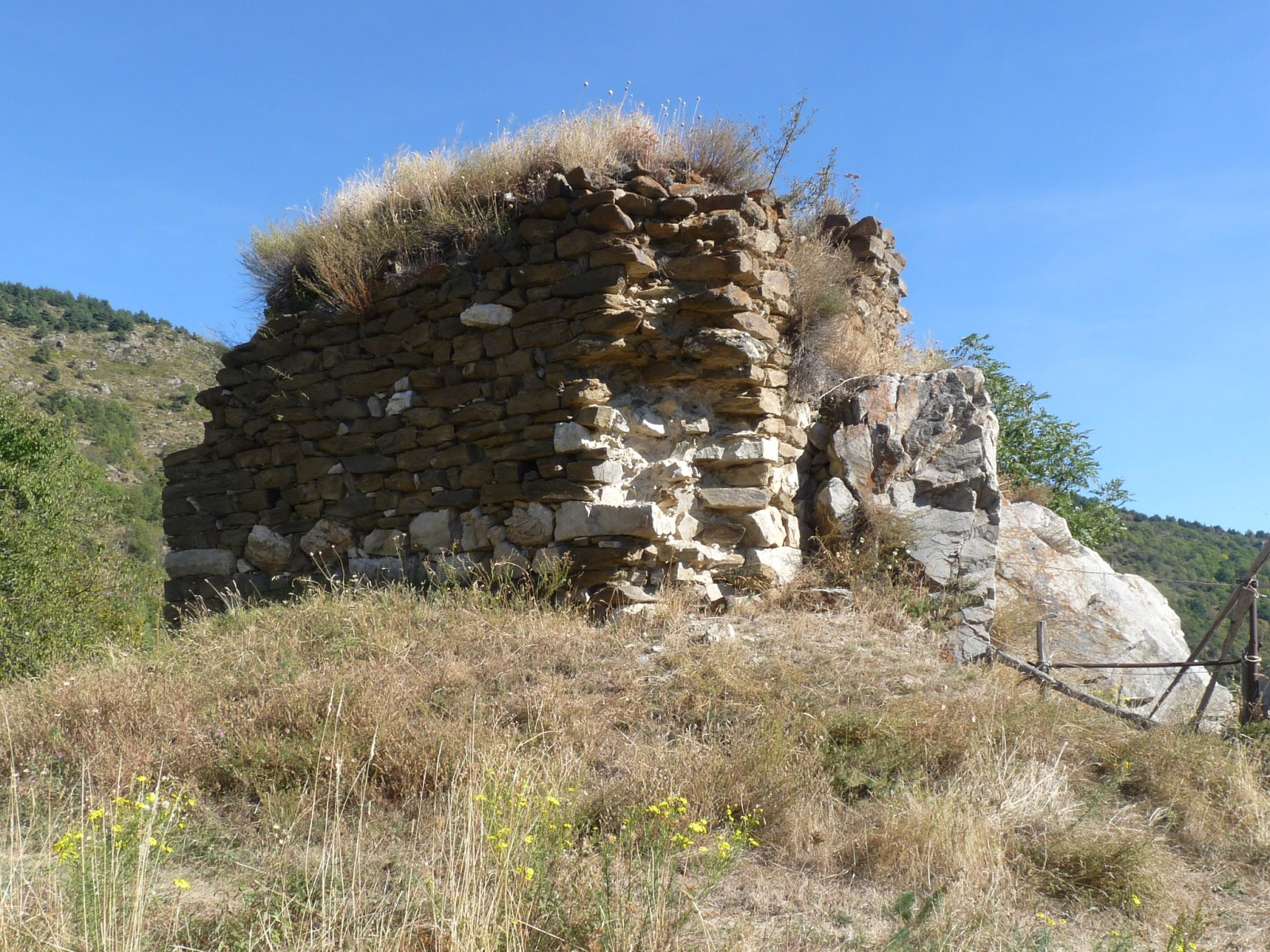
Vestiges de la tour